# Хмельницкий, Борис Моисеевич
Бори́с Моисе́евич Хмельни́цкий (4 февраля 1885 — 17 июля 1959) — врач-фтизиатр, директор Украинского научно-исследовательского туберкулёзного института, профессор, заведующий кафедрой фтизиатрии ХМИ, деятель здравоохранения Украины.

## Биография
Борис Моисе́евич Хмельницкий родился 4 февраля 1885 года[по какому календарю?] в семье  служащего-фармацевта. Окончил гимназию в городе Старобельске в 1903 году, после чего поступил на медицинский факультет Императорского Харьковского университета, который окончил в 1910 году.
В студенческие годы женился, в 1907 году родилась дочь Наталья, а в 1920 — вторая дочь Ирина. Поскольку Борис Моисеевич был выходцем из небогатой семьи, зарабатывал на жизнь с помощью репетиторства и основной своей должности ординатора госпитальной терапевтической клиники. В штат не был зачислен по причине национального ограничения (еврей).
В 1914 году был мобилизован в армию и с 1914 по 1918 годы находился на фронте, будучи ординатором полевого подвижного госпиталя, врачом для поручений головного эвакопункта. После февральской революции был откомандирован в Харьков, где после Октябрьской революции короткое время работал в госпитале Красной Армии.
С 1921 года работал в Украинском туберкулёзном институте заведующим терапевтическим отделением, в 1923 году был зачислен ассистентом кафедры туберкулёза Харьковского медицинского института и с 1931 года был утверждён в должности заведующего кафедрой. С 1940 года — директор Украинского туберкулёзного института.
В 1941 году был мобилизован в ряды Красной армии, назначен на должность начальника эвакогоспиталя № 3481 и находился в этой должности до февраля 1945 года. С февраля 1945 года в связи с демобилизацией был освобождён от занимаемой должности и назначен начальником отделения госпиталя. В октябре 1945 госпиталь был расформирован.
С 1944 года Борис Моисеевич Хмельницкий, одновременно со службой в госпитале, продолжал исполнять обязанности заведующего кафедрой туберкулёза и директора Украинского научно-исследовательского туберкулёзного института. С 1951 года был переведён на основную работу в Харьковский медицинский институт, где и проработал до самой своей смерти, которая наступила 17 июля 1959 года.
В 1951 году под руководством Б. М. Хмельницкого была защищена диссертация «Туберкулинодиагностика в клинике внутренних болезней», автором которой являлась Любовь Трофимовна Малая, впоследствии доктор медицинских наук, профессор, действительный член Академии медицинских наук, организатор и бессменный директор кардиологического центра г. Харькова, впоследствии преобразованного в НИИ терапии НАМН Украины им. профессора Малой Л. Т.
Борис Моисеевич Хмельницкий является основателем Харьковской школы фтизиатрии, известной как «школа эндогенистов».